# 三星Galaxy A5
Samsung Galaxy A5是由三星電子製造的一款Android智能手機，在2014年10月連同Galaxy A3發佈。

## 技術規格
- 後置攝像頭：1300萬像素
- 前攝像頭：500萬像素
- 系统芯片：Qualcomm Snapdragon 410（四核1.2 GHz，ARM Cortex-A53 64位CPU）
- 圖形處理器：Adreno 306
- 內存：2 GB RAM
- 存儲：16 GB
- 電池：2300 mAh
- 屏幕尺寸：5英寸
- 分辨率：1280 x720像素（HD），294 PPI
- 操作系統：Android4.4.4（已升級至Android6.0）.
- 重量：123克.
- 尺寸：139 x70 x6.7 毫米
- Super AMOLED 顯示屏
- Gorilla 玻璃